# 8 Pułk Kawalerii
8 pułk kawalerii (ang. 8th Cavalry Regiment) – pułk armii Stanów Zjednoczonych, utworzony w 1866 podczas wojen z Indianami. Jednostka występowała pod kilkoma nazwami, walcząc w wielu konfliktach USA. W okresie trwania w Europie I wojny światowej działał w ramach ekspedycji karnej w Meksyku (1916–1920).

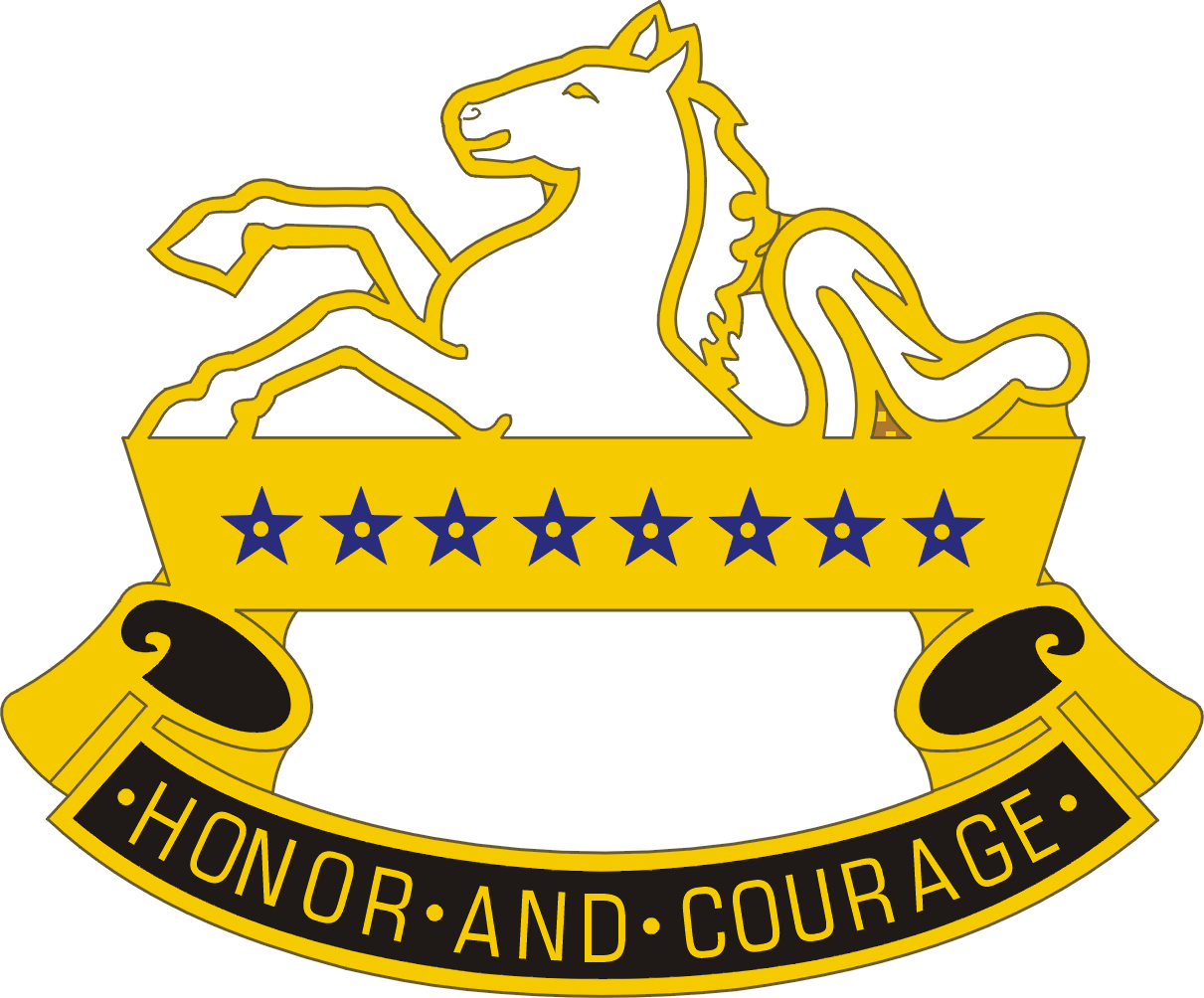
Odznaka

## Struktura organizacyjna
Skład 2019
- 1 batalion w składzie 2 Pancernej Brygadowej Grupy Bojowej 1 Dywizji Kawalerii w Fort Hood w Teksasie:
  - Kompanie HHC, A, B, C, D, H dołączona z 15 BSB[1]
- 2 batalion w składzie 1 Pancernej Brygadowej Grupy Bojowej 1 Dywizji Kawalerii w Fort Hood w Teksasie:
  - Kompanie HHC, A, B, C, D, E dołączona z 115 BSB[2]
- 3 batalion w składzie 3 Pancernej Brygadowej Grupy Bojowej 1 Dywizji Kawalerii w Fort Hood w Teksasie:
  - Kompanie HHC, A, B, C, D, H dołączona z 215 BSB[3]
- 6 szwadron kawalerii w składzie 2 Pancernej Brygadowej Grupy Bojowej 3 Dywizji Piechoty w Fort Stewart w Georgii:
  - Troops HHT, A, B, C, dołączona kompania D z 703 BSB[4]

## Historia
8 pułk kawalerii został utworzony w regularnej armii 28 lipca 1866. Kompania „A” (obecnie 1 batalion) została zorganizowana 21 września 1866 na wyspie Angel w zatoce San Francisco w Kalifornii pod dowództwem pułkownika Johna I. Gregga. Kompania „B” (obecnie 2 batalion) została aktywowana w Presidio w San Francisco w Kalifornii 23 października 1866. Miesiąc później, 17 listopada, także na Angel Island zorganizowana została kompania „C” (obecnie 3 batalion) wraz z resztą pułku. Ich pierwszą misją było eskortowanie osadników i walka z Indianami na północnym zachodzie kraju, podczas kolonizacji XIX-wiecznej Ameryki. Oddziały te składały się głównie z żołnierzy zaciągniętych na wybrzeżu Pacyfiku.
22 stycznia 1921 w regularnej armii amerykańskiej utworzono 1. Dywizję Kawalerii, którą wraz z wprowadzeniem ustawy o obronie narodowej aktywowano w Fort Bliss w Teksasie. Po formalnej aktywacji pułki 7, 8 i 10 zostały przydzielone do nowej Dywizji. Do 1942 roku 8 pułk służył jako pułk kawalerii konnej.
W 1943 pułk przybył do Australii i rozpoczął intensywny trening w dżungli w celu przygotowania się do walki. Od 9 marca do 18 maja 1944 pułk walczył na wyspach Los Negros i Manus w ramach kampanii na Wyspach Admiralicji.
Pod koniec sierpnia 1950 pułk stoczył swoją pierwszą bitwę na półwyspie koreańskim podczas wojny z KRLD. Wraz z siłami Korei Południowej i ONZ pułk utrzymywał przyczółek Pusan odpierając ataki przeważających sił północnokoreańskich.

## Odznaczenia[6]
| Odznaczenie                                    | Wstęga                                                              | Haft na wstędze                                                                  | Uwagi                                                                                           |
| ---------------------------------------------- | ------------------------------------------------------------------- | -------------------------------------------------------------------------------- | ----------------------------------------------------------------------------------------------- |
| Odznaczenia pułku                              |                                                                     |                                                                                  |                                                                                                 |
| Presidential Unit Citation                     |                                                                     | LUZON                                                                            | jako 2 szwadron 8 pułku za okres 31 stycznia - 3 lutego 1945                                    |
| Presidential Unit Citation                     | TAEGU                                                               | jako 2 batalion 8 pułku za okres 14-19 września 1950                             |                                                                                                 |
| Philippine Presidential Unit Citation          |                                                                     | 17 OCTOBER 1944 - 04 JULY 1945                                                   |                                                                                                 |
| Republic of Korea Presidential Unit Citation   |                                                                     | WAEGWAN-TAEGU                                                                    | za okres 15 sierpnia - 26 września 1950                                                         |
| Republic of Korea Presidential Unit Citation   | KOREA                                                               | za okres 11 lipca - 1 października 1953                                          |                                                                                                 |
| Krzyż Męstwa                                   |                                                                     | KOREA                                                                            | za okres wojny w Korei                                                                          |
| Odznaczenia 1 batalionu                        |                                                                     |                                                                                  |                                                                                                 |
| Presidential Unit Citation                     |                                                                     | MANUS ISLAND                                                                     | Troop „A” 8 pułku za akcję 19 marca 1944                                                        |
| Presidential Unit Citation                     | PLEIKU PROVINCE                                                     | za okres 23 października - 26 listopada 1965                                     |                                                                                                 |
| Presidential Unit Citation                     | TRUNG LUONG                                                         | bez kompanii „A” za okres 21-22 czerwca 1966                                     |                                                                                                 |
| Presidential Unit Citation                     | BINH THUAN PROVINCE                                                 | kompania „B” za okres 9 listopada - 12 grudnia 1966                              |                                                                                                 |
| Valorous Unit Award                            |                                                                     | FISH HOOK                                                                        | za okres 1 maja - 29 czerwca 1970                                                               |
| Valorous Unit Award                            | IRAQ                                                                | za okres 15-25 lutego 1991                                                       |                                                                                                 |
| Krzyż Waleczności                              |                                                                     | VIETNAM 1965 - 1969                                                              | za okres 9 sierpnia 1965 - 19 maja 1969                                                         |
| Krzyż Waleczności                              | VIETNAM 1969 - 1970                                                 | za okres maj 1969 - luty 1970                                                    |                                                                                                 |
| Krzyż Waleczności                              | VIETNAM 1971                                                        | za okres 21-28 lutego 1971                                                       |                                                                                                 |
| Civil Actions Medal                            |                                                                     | VIETNAM 1969 - 1970                                                              |                                                                                                 |
| Odznaczenia 2 batalionu                        |                                                                     |                                                                                  |                                                                                                 |
| Presidential Unit Citation                     |                                                                     | PLEIKU PROVINCE                                                                  | za okres 23 października - 26 listopada 1965                                                    |
| Valorous Unit Award                            |                                                                     | TAY NINH PROVINCE                                                                | bez kompanii „A”, „B” i „D” za akcję 6 maja 1969                                                |
| Valorous Unit Award                            | SONG RE RIVER VALLEY                                                | kompania „A” za akcję 9 sierpnia 1967                                            |                                                                                                 |
| Valorous Unit Award                            | BINH DINH PROVINCE                                                  | kompania „B” za okres 16-17 maja 1966                                            |                                                                                                 |
| Valorous Unit Award                            | FISH HOOK                                                           | za okres 1 maja - 29 czerwca 1970                                                |                                                                                                 |
| Meritorious Unit Commendation                  |                                                                     | SOUTHWEST ASIA                                                                   | za okres 16 września 1990 - 15 marca 1991                                                       |
| Belgian Fourragere 1940                        |                                                                     |                                                                                  | 4 pluton zwiadu                                                                                 |
| Cited for Order of the Day of the Belgian Army |                                                                     | za działania w Belgii                                                            | 4 pluton zwiadu                                                                                 |
| Cited for Order of the Day of the Belgian Army | za działania w Ardenach                                             |                                                                                  | 4 pluton zwiadu                                                                                 |
| Krzyż Waleczności                              |                                                                     | VIETNAM 1965-1969                                                                | za okres 9 sierpnia 1965 - 19 maja 1969                                                         |
| Krzyż Waleczności                              | VIETNAM 1969-1970                                                   | za okres maj 1969 - luty 1970                                                    |                                                                                                 |
| Krzyż Waleczności                              | VIETNAM 1971                                                        | za okres 21-28 lutego 1971                                                       |                                                                                                 |
| Krzyż Waleczności                              | VIETNAM 1971 - 1972                                                 | za okres 17 września 1971 - czerwiec 1972                                        |                                                                                                 |
| Civil Actions Medal                            |                                                                     | VIETNAM 1969 - 1970                                                              | za okres 1 stycznia 1969 - 1 lutego 1970                                                        |
| Odznaczenia 3 batalionu                        |                                                                     |                                                                                  |                                                                                                 |
| Presidential Unit Citation                     |                                                                     | FALLUJAH                                                                         | kompania „C” 3-8 CAV w składzie 2-7 CAV za okres 3 - 24 listopada 2004                          |
| Valorous Unit Award                            |                                                                     | IRAQ 1991                                                                        | za okres 24 grudnia 1990 - 18 maja 1991                                                         |
| Philippine Presidential Unit Citation          |                                                                     | 17 OCTOBER 1944 - 4 JULY 1945                                                    |                                                                                                 |
| Odznaczenia 4 batalionu                        |                                                                     |                                                                                  |                                                                                                 |
| Superior Unit Award                            |                                                                     | 1987                                                                             | za okres 16 lutego - 19 czerwca 1987                                                            |
| Valorous Unit Award                            |                                                                     | IRAQ                                                                             | za okres 27 grudnia 1990 - 18 maja 1991                                                         |
| Odznaczenia 5 szwadronu                        |                                                                     |                                                                                  |                                                                                                 |
| Presidential Unit Citation                     |                                                                     | LUZON                                                                            | jako 2 szwadron 8 pułku kawalerii za okres 31 stycznia - 3 lutego 1945                          |
| Presidential Unit Citation                     | TAEGU                                                               | jako 2 batalion 8 pułku kawalerii za okres 14-19 września 1950                   |                                                                                                 |
| Odznaczenia 6 szwadronu                        |                                                                     |                                                                                  |                                                                                                 |
| Presidential Unit Citation                     |                                                                     | LUZON                                                                            | jako 2 szwadron 8 pułku kawalerii za okres 31 stycznia - 3 lutego 1945                          |
| Presidential Unit Citation                     | TAEGU                                                               | jako 2 batalion 8 pułku kawalerii za okres 14-19 września 1950                   |                                                                                                 |
| Presidential Unit Citation                     | SKKOGAE                                                             | jako 3 pluton Troop „F” 2 batalionu 8 pułku kawalerii za akcję 21 listopada 1951 |                                                                                                 |
| Valorous Unit Award                            |                                                                     | QUANG TIN-QUANG NGAI                                                             | Troop „F” 8 pułku kawalerii za akcję 9 sierpnia 1967                                            |
| Valorous Unit Award                            | Troop „F” 8 pułku kawalerii za okres 24 sierpnia - 25 września 1968 | QUANG TIN-QUANG NGAI                                                             |                                                                                                 |
| Valorous Unit Award                            | QUANG TIN PROVINCE                                                  | Troop „F” 8 pułku kawalerii za okres 11-31 sierpnia 1969                         |                                                                                                 |
| Krzyż Waleczności                              |                                                                     | VIETNAM 1969-1970                                                                | Troop „F” 8 pułku kawalerii za okres 24 sierpnia - 21 grudnia 1969 i 31 marca - 30 czerwca 1970 |
| Krzyż Waleczności                              | VIETNAM APR - JUN 1971                                              | Troop „F” 8 pułku kawalerii za okres 1 kwietnia - 30 czerwca 1971                |                                                                                                 |
| Krzyż Waleczności                              | VIETNAM FEB - MAR 1971                                              | Troop „F” 8 pułku kawalerii za okres 8 lutego - 31 marca 1971                    |                                                                                                 |
| Civil Actions Medal                            |                                                                     | VIETNAM 1969 - 1970                                                              | Troop „F” 8 pułku kawalerii za okres 1 stycznia - 1 lutego 1970                                 |